# Józef Kosior
Józef Kosior (ros. Иосиф Викентьевич Косиор, ur. 12 lutego 1893 w Węgrowie, zm. 3 lipca 1937 k. Moskwy) – działacz komunistyczny polskiego pochodzenia, polityk i wojskowy ZSRR.

## Życiorys
Brat Stanisława Kosiora, pracował jako robotnik metalowiec, 1908 wstąpił do SDPRR, bolszewik. Prowadził działalność partyjną w Donbasie, kilkakrotnie aresztowany, 1912 skazany na zesłanie do guberni jenisejskiej, skąd 1917 zbiegł, został członkiem Zamoskworeckiego Komitetu Rejonowego SDPRR(b). W 1917 członek Komitetu Wykonawczego Rady Miejskiej Moskwy, przewodniczący Zamoskworeckiego Komitetu Wojskowo-Rewolucyjnego w Moskwie, od listopada 1918 żołnierz Armii Czerwonej, w listopadzie-grudniu 1918 wojenkom (wojskowy komisarz) specjalnego oddziału 8 Dywizji. Od grudnia 1918 dowódca dywizji Frontu Południowego, od 17 kwietnia do 2 października 1919 członek Rady Wojskowo-Rewolucyjnej 13 Armii Frontu Południowego, od 24 kwietnia do 2 października 1919 członek Rady Wojskowo-Rewolucyjnej 8 Armii Frontu Południowego, od listopada 1919 pomocnik dowódcy 8 Armii ds. administracyjnych, od marca 1920 do kwietnia 1922 dowódca 8 Kaukaskiej Armii Tyłów, w tym  od 26 sierpnia do 23 października 1920 członek Rady Wojskowo-Rewolucyjnej 9 Armii Frontu Kaukaskiego. Od 14 listopada 1920 do 29 stycznia 1921 członek Rady Wojskowo-Rewolucyjnej Frontu Turkiestańskiego, 1923-1926 szef trustu naftowego "Groznieft" w Groznym, od 31 grudnia 1927 do 18 grudnia 1927 zastępca członka KC WKP(b), 1926-1930 przewodniczący zarządu trustu "Jugostal". Od 19 grudnia 1927 do końca życia członek KC WKP(b), 1930 przewodniczący zarządu trustu "Wostokstal", od 1931 do 5 stycznia 1932 zastępca przewodniczącego Najwyższej Rady Gospodarki Narodowej ZSRR, 1931-1933 szef Głównego Zarządu Przemysłu Paliwowego tej rady, następnie Ludowego Komisariatu Przemysłu Ciężkiego ZSRR. 1932-1933 zastępca ludowego komisarza przemysłu ciężkiego ZSRR, od grudnia 1933 do śmierci pełnomocnik Rady Komisarzy Ludowych ZSRR w Kraju Dalekowschodnim. Zmarł w sanatorium pod Moskwą. Pochowany na Cmentarzu Nowodziewiczym.

## Odznaczenia
- Order Lenina
- Order Czerwonego Sztandaru
- Order Czerwonego Sztandaru Pracy